# Чадаев, Николай Николаевич
Николай Николаевич Чадаев (род. 9 июля 1988, Смоленск) — российский шахматист и тренер, гроссмейстер (2010).
Чемпион Москвы (2010 и 2011). В чемпионате мира по блицу 2012 года (Астана) разделил 10—11-е места с Борисом Гельфандом.
В 2014 году готовил сборную Камбоджи к Шахматной олимпиаде. В 2017 году Чадаев тренировал молодёжную сборную Ботсваны, а в 2018 году готовил к Шахматной олимпиаде женскую сборную этой страны.

## Изменения рейтинга
| Графики недоступны из-за технических проблем. См. информацию на Фабрикаторе и на mediawiki.org. |